# Tommy Hunter
Raymond Thomas Hunter (né le 3 juillet 1986 à Indianapolis, Indiana, États-Unis) est un lanceur de relève droitier des Mets de New York de la Ligue majeure de baseball.

## Carrière

### Rangers du Texas
Après des études secondaires à la Cathedral High School d'Indianapolis (Indiana), Tommy Hunter suit des études études supérieures à l'Université d'Alabama où il porte les couleurs d'Alabama Crimson Tide en 2006 et 2007.
Tommy Hunter est repêché le 7 juin 2007 par les Rangers du Texas au premier tour de sélection.

#### Saison 2008
Il lance son premier match dans les majeures le 1er août 2008 contre les Blue Jays de Toronto. Il remporte sa première victoire le 3 juillet 2009 sur les Rays de Tampa Bay.

#### Saison 2009
Hunter remporte neuf victoires contre six défaites avec une moyenne de points mérités de 4,10 en 19 départs pour Texas en 2009.

#### Saison 2010
Avec 13 victoires et seulement quatre défaites pour les Rangers, Hunter est le lanceur du baseball majeur affichant le meilleur ratio victoires-défaites (,765) en 2010. Sa moyenne de points mérités se maintient à 3,73 en 128 manches lancées au total en 23 parties, dont 22 comme lanceur partant.
Il participe à la conquête d'un premier championnat de la Ligue américaine par les Rangers du Texas mais connaît des séries éliminatoires difficiles. Il est sorti du quatrième match de la Série de divisions face aux Rays de Tampa Bay après quatre manches lancées et encaisse la défaite. Malmené par les Yankees de New York dans le quatrième match de la Série de championnat, il quitte la partie après trois manches et un tiers lancées où il accorde trois points, mais l'offensive des Rangers produit 10 points et remporte la rencontre. Hunter n'est pas impliqué dans la décision dans ce match. Enfin, en Série mondiale, il est malgré une sortie respectable le lanceur perdant du match numéro quatre où Texas est blanchi par le lanceur des Giants de San Francisco Madison Bumgarner. 

### Orioles de Baltimore
Le 30 juillet 2011, Tommy Hunter et le joueur de premier but Chris Davis sont échangés aux Orioles de Baltimore en retour du releveur Koji Uehara. Sa fiche est de 1-1 avec une moyenne de points mérités de 2,93 en 8 matchs pour Texas au moment de l'échange. Il ajoute à ces 8 départs 11 autres sorties comme lanceur partant et une en relève pour Baltimore. Il complète l'année avec un dossier de 4-4 et une moyenne de 4,68 en 84 manches et un tiers lancées.
Hunter alterne entre les rôles de lanceur partant et de lanceur de relève en 2012 mais les succès ne sont pas au rendez-vous : moyenne de points mérités de 5,45 en 133 manches et deux tiers lancées.
Il est converti en releveur à temps plein à partir de 2013 et connaît beaucoup de succès dans ce rôle. En 2013, il abaisse sa moyenne de points mérités à 2,81 en 86 manches et un tiers lancées lors de 68 sorties et réalise 4 sauvetages, ses premiers dans les majeures. En 2014, au sein du brillant personnel de releveurs des Orioles, il enregistre une moyenne de 2,97 points mérités accordés par partie en 60 apparitions au monticules et 60 manches et deux tiers lancées, et il réussit 11 sauvetages.

### Cubs de Chicago
Le 31 juillet 2015, les Orioles échangent Tommy Hunter aux Cubs de Chicago contre le voltigeur Junior Lake.

### Saison 2016
Hunter signe un contrat des ligues mineures avec les Indians de Cleveland le 12 février 2016. Il amorce la saison avec Cleveland et la termine avec son ancien club, les Orioles de Baltimore, qui l'invitent en août après que Cleveland l'eut libéré de son contrat. Il maintient une moyenne de points mérités de 3,18 en 34 manches lancées au total pour les deux clubs en 2016.

### Rays de Tampa Bay
Avec les Rays de Tampa Bay, sa moyenne de points mérités se chiffre à 2,61 en 58 manches et deux tiers lancées.

### Phillies de Philadelphie
Hunter rejoint les Phillies de Philadelphie le 15 décembre 2017.

## Statistiques
| Saison | Équipe | G  | GS | CG | SHO | V  | D  | SV | IP    | SO  | ERA   |
| ------ | ------ | -- | -- | -- | --- | -- | -- | -- | ----- | --- | ----- |
| 2008   | Texas  | 3  | 3  | 0  | 0   | 0  | 2  | 0  | 11.0  | 9   | 16,36 |
| 2009   | Texas  | 19 | 19 | 1  | 0   | 9  | 6  | 0  | 112.0 | 64  | 4,10  |
| 2010   | Texas  | 23 | 22 | 1  | 0   | 13 | 4  | 0  | 128.0 | 68  | 3,73  |
| Totaux | Totaux | 45 | 44 | 2  | 0   | 22 | 12 | 0  | 251.0 | 141 | 4,45  |

| Saison | Équipe | G | GS | CG | SHO | V | D | SV | IP   | SO | ERA  |
| ------ | ------ | - | -- | -- | --- | - | - | -- | ---- | -- | ---- |
| 2010   | Texas  | 3 | 3  | 0  | 0   | 0 | 2 | 0  | 11.1 | 13 | 5,56 |
| Totaux | Totaux | 3 | 3  | 0  | 0   | 0 | 2 | 0  | 11.1 | 13 | 5,56 |

Note : G = Matches joués ; GS = Matches comme lanceur partant ; CG = Matches complets ; SHO = Blanchissages ; 
V = Victoires ; D = Défaites ; SV = Sauvetages ; IP = Manches lancées ; SO = Retraits sur des prises ; ERA = Moyenne de points mérités.